# Prost Grand Prix (gra komputerowa)
Prost Grand Prix – gra komputerowa o tematyce Formuły 1, wydana w 1998 roku przez Infogrames i Canal+ Multimedia.

## Rozgrywka
Gra została zaaprobowana przez Alaina Prosta, ówczesnego właściciela zespołu Prost Grand Prix (wcześniej Ligier).
Gra nie posiadała licencji FIA, toteż z wyjątkiem zespołu Prost w grze występują nieprawdziwe zespoły oraz zawodnicy. Kształty oraz malowania samochodów wyraźnie nawiązują jednak do samochodów, które uczestniczyły w sezonach 1995–1996. Wbudowany w grze edytor pozwalał na zmianę nie tylko nazw zespołów i nazwisk kierowców, ale także na modyfikację kolorów, osiągów i niezawodności samochodów oraz umiejętności kierowców.
Gra oferowała tryb mistrzostw, pojedynczy wyścig oraz testy. W grze możliwe było ustawienie różnych elementów samochodu (spojlerów, przełożeń skrzyni biegów, opon itd.).
W grze występowały zmienne warunki atmosferyczne (słońce, zachmurzenie, deszcz), a także rzeczywiste kary (stop & go, a nawet dyskwalifikacja).

## Odbiór gry
Gra została negatywnie odebrana. Grę krytykowano za jej prostotę, brzydotę, brak realizmu, brak licencji FIA i skromne możliwości ustawienia bolidu. W czasopiśmie Secret Service gra otrzymała ocenę 4/10.